# Critiche alla Chiesa cattolica
Le critiche alla Chiesa cattolica comprendono osservazioni e giudizi critici sul modus operandi della Chiesa cattolica nel corso dei secoli. Nel passato le critiche filosofiche e teologiche erano prevalenti (per una loro descrizione si vedano le descrizioni delle altre chiese cristiane). A partire dal XVIII secolo con l'avvento dell'Illuminismo, l'attenzione si spostò per lo più sul piano storico, politico, e culturale (oltre che filosofico).
A queste critiche risponde l'apologetica, ossia il pensiero di teologi e scrittori di varie epoche, che si propongono di difendere la dottrina e l'autorità della Chiesa cattolica.

## Critiche storiche
L'analisi della storia della Chiesa in Europa ha portato molti studiosi ad accusare la stessa Chiesa di quelli che sono adesso definiti come crimini contro l'umanità commessi nei secoli passati.
La Chiesa riconosce alcune di queste azioni e omissioni, tanto che nel 2000 papa Giovanni Paolo II ha pubblicamente domandato perdono "per i peccati dei cattolici attraverso i secoli". Tuttavia, con alcune eccezioni, anche se non mancano critiche anche sulla cosiddetta Giornata del Perdono (la più ricorrente è che il papa ha chiesto perdono a Dio e non alle vittime e che, parlando degli errori della Chiesa cattolica, ha usato il termine "talora" in contrapposizione al "sempre" degli errori altrui), la Chiesa cattolica non fornisce solitamente "posizioni ufficiali" riguardo alle vicende storiche.

### Simonia
La simonia è definita "un'intenzione deliberata di acquistare o vendere a un prezzo temporale cose come quelle spirituali o annesse agli spirituali". Sebbene fosse un delitto contro il diritto canonico, la simonia si diffuse nella Chiesa cattolica nel IX e nel X secolo.
Il nome simonia deriva da un episodio degli Atti degli Apostoli: Simone Mago provò a comprare da San Pietro il potere di infondere lo Spirito Santo.

### Crociate
L'indizione di "guerre sante" da parte di Papi è stata oggetto di molte critiche, sia per quanto riguarda le crociate in Terra Santa, sia per quanto concerne la lotta ai movimenti eretici (come quello cataro).
Il cattolico Michael Coren nel libro: “Why Catholics Are Right” afferma che è vero che la Chiesa non ha agito sempre nella maniera più opportuna, ma fa anche delle precisazioni: la Terra santa era sempre stata cristiana, ma fu ad un certo punto (700 circa) invasa dai musulmani. Le Crociate non furono, secondo Coren, dunque una campagna militare di imperialismo o colonialismo; infatti molte famiglie nobili dell'epoca si ridussero sul lastrico pur di sostenere le spese militari dei loro cavalieri.